# Lotus 107
Chronologie des modèles (1992)
Lotus 102D Lotus 107B
La Lotus 107 est la monoplace de Formule 1 engagée par l'écurie Team Lotus en championnat du monde de Formule 1 1992. Elle est propulsée par moteur V8 Ford-Cosworth. Pilotée par le Finlandais Mika Häkkinen et le Britannique Johnny Herbert, elle remplace la Lotus 102D, engagée en début de saison, à partir du Grand Prix de Saint-Marin, cinquième manche du championnat.

## Historique
Engagée à partir du Grand Prix de Saint-Marin, la Lotus 107 se révèle être une monoplace peu fiable, en raison d'une boîte de vitesses et d'un moteur fragiles. À Imola, Herbert se qualifie en vingt-sixième et dernière position alors que Mika Häkkinen, au volant de l’ancienne Lotus 102D, ne parvient pas à se qualifier. En course, le Britannique abandonne dès le huitième tour à cause d'une défaillance de sa boîte de vitesses,.
Après un double abandon à Monaco et au Canada, la 107 se montre performante au Grand Prix de France, où Häkkinen et Herbert se qualifient en onzième et douzième positions. En course, le Finlandais termine quatrième tandis que son équipier marque le point de la sixième place, franchissant cependant la ligne d'arrivée à un tour du vainqueur Nigel Mansell,.
Au Grand Prix suivant, disputé à Silverstone, Häkkinen termine sixième alors que Herbert, qualifié en septième place sur la grille, abandonne à la mi-course à cause d'une casse de la boîte de vitesses,. S'ensuit un double abandon en Allemagne, en raison de problèmes liés au moteur Ford-Cosworth.
En Hongrie, Häkkinen retrouve les points et termine quatrième alors son équipier abandonne après un tête-à-queue dès le départ de l'épreuve. En Belgique, Häkkinen marque le point de la sixième place tandis que Herbert abandonne à nouveau à la suite d'une défaillance de son moteur, problème qui touche les deux monoplaces au Grand Prix d'Italie,. Au Portugal, Häkkinen, élancé depuis la septième place sur la grille, termine cinquième, pendant que son équipier, parti neuvième, abandonne sur un problème de suspensions au bout de deux tours.
La fin de saison est plus difficile pour Lotus. En effet, au Grand Prix du Japon, aucune 107 ne rallie l'arrivée, alors que Herbert et Häkkinen réalisent leur meilleure performance en qualifications de la saison, en s'élançant depuis les sixième et septième places sur la grille. Enfin, en Australie, les deux pilotes Lotus sont hors des points, le Finlandais terminant septième et son équipier treizième et dernier.
À l'issue du championnat, Team Lotus termine cinquième du classement des constructeurs avec 13 points. Häkkinen est huitième du championnat des pilotes avec 11 points tandis que Herbert se classe quinzième, avec deux points.

## Engagement auTrofeo Indoor di Formula 1
Les 7 et 8 décembre 1992, le Team Lotus participe au Trofeo Indoor di Formula 1, une épreuve d'exhibition organisée en marge du Motor Show de Bologne, une exposition internationale reconnue par l'Organisation internationale des constructeurs automobiles qui se tient dans les salons de la foire de Bologne. Bien que l'épreuve soit baptisée indoor, la piste, d'une longueur de 1 300 mètres, est située à l'extérieur des locaux de l'exposition. Pour cette cinquième édition, Lotus, la Scuderia Minardi et la Scuderia Italia sont engagés, ce qui leur permet d'une part de se présenter devant leur public national et d'autre part, permet aux directeurs d'écurie de nouer des contacts avec d'éventuels partenaires financiers pour compléter leur budget pour la saison à venir.
Lotus engage une 107, pilotée par Johnny Herbert, Minardi confie deux M192 au Brésilien Christian Fittipaldi et à l'Italien Alessandro Zanardi et la Scuderia Italia engage deux Dallara 192 confiés aux titulaires Jyrki Järvilehto et Pierluigi Martini.
La compétition se compose de trois manches à élimination directe. Fittipaldi accède directement aux demi-finales puisque Emanuele Naspetti, qui devait piloter une March CG911B, est forfait à la suite de la faillite de son écurie. Lors de la première manche, Järvilehto affronte Zanardi tandis que Herbert s'oppose à Alboreto. Järvilehto remporte son quart de finale au terme d'une course très disputée tandis que Herbert élimine Alboreto. Zanardi ayant été plus rapide qu'Alboreto, il est repêché et accède au tour suivant. En demi-finale, Zanardi est battu par Herbert tandis que Fittipaldi s'incline face à Järvilehto. En finale, Herbert, opposé au Finlandais, remporte le trophée.

## Résultats en championnat du monde de Formule 1
| Saison | Écurie     | Moteur               | Pneus    | Pilotes        | Courses | Courses | Courses | Courses | Courses | Courses | Courses | Courses | Courses | Courses | Courses | Courses | Courses | Courses | Courses | Courses | Points inscrits | Classement |
| Saison | Écurie     | Moteur               | Pneus    | Pilotes        | 1       | 2       | 3       | 4       | 5       | 6       | 7       | 8       | 9       | 10      | 11      | 12      | 13      | 14      | 15      | 16      | Points inscrits | Classement |
| ------ | ---------- | -------------------- | -------- | -------------- | ------- | ------- | ------- | ------- | ------- | ------- | ------- | ------- | ------- | ------- | ------- | ------- | ------- | ------- | ------- | ------- | --------------- | ---------- |
| 1992   | Team Lotus | Ford Cosworth V8 HBD | Goodyear |                | AFS     | MEX     | BRÉ     | ESP     | SMR     | MON     | CAN     | FRA     | GBR     | ALL     | HON     | BEL     | ITA     | POR     | JAP     | AUS     | 13*             | 5e         |
| 1992   | Team Lotus | Ford Cosworth V8 HBD | Goodyear | Mika Häkkinen  |         |         |         |         |         | Abd     | Abd     | 4e      | 6e      | Abd     | 4e      | 6e      | Abd     | 5e      | Abd     | 7e      | 13*             | 5e         |
| 1992   | Team Lotus | Ford Cosworth V8 HBD | Goodyear | Johnny Herbert |         |         |         |         | Abd     | Abd     | Abd     | 6e      | Abd     | Abd     | Abd     | 13e     | Abd     | Abd     | Abd     | 13e     | 13*             | 5e         |

Légende : ici 
- * 2 points marqués avec la Lotus 102D.

## Résultats duTrofeo Indoor di Formula 1
|  | Quarts de finale | Quarts de finale   | Quarts de finale |                      |                | Demi-finales         | Demi-finales | Demi-finales |  |                 | Finale           | Finale | Finale    | Finale |
|  |                  |                    |                  |                      |                |                      |              |              |  |                 |                  |        |           |        |
|  | Scuderia Italia  | Jyrki Järvilehto   | vainqueur        |                      |                |                      |              |              |  |                 |                  |        |           |        |
|  | Minardi          | Alessandro Zanardi | repêché          |                      |                |                      |              |              |  |                 |                  |        |           |        |
|  | Minardi          | Alessandro Zanardi | repêché          |                      | Minardi        | Christian Fittipaldi | éliminé      |              |  |                 |                  |        |           |        |
|  |                  |                    |                  |                      | Minardi        | Christian Fittipaldi | éliminé      |              |  |                 |                  |        |           |        |
|  |                  | Scuderia Italia    | Jyrki Järvilehto | vainqueur            |                |                      |              |              |  |                 |                  |        |           |        |
|  | Team Lotus       | Scuderia Italia    | Jyrki Järvilehto | vainqueur            | Johnny Herbert | vainqueur            |              |              |  |                 |                  |        |           |        |
|  | Team Lotus       |                    |                  |                      | Johnny Herbert | vainqueur            |              |              |  |                 |                  |        |           |        |
|  | Scuderia Italia  | Michele Alboreto   | éliminé          |                      |                |                      |              |              |  |                 |                  |        |           |        |
|  | Scuderia Italia  | Michele Alboreto   | éliminé          |                      |                |                      |              |              |  | Scuderia Italia | Jyrki Järvilehto |        | finaliste |        |
|  |                  |                    |                  |                      |                |                      |              |              |  | Scuderia Italia | Jyrki Järvilehto |        | finaliste |        |
|  |                  | Team Lotus         | Johnny Herbert   |                      | vainqueur      |                      |              |              |  |                 |                  |        |           |        |
|  | Minardi          | Team Lotus         | Johnny Herbert   | Christian Fittipaldi | vainqueur      | vainqueur            |              |              |  |                 |                  |        |           |        |
|  | Minardi          |                    |                  | Christian Fittipaldi |                | vainqueur            |              |              |  |                 |                  |        |           |        |
|  | March            | Emanuele Naspetti  | forfait          |                      |                |                      |              |              |  |                 |                  |        |           |        |
|  | March            | Emanuele Naspetti  | forfait          |                      | Team Lotus     | Johnny Herbert       | vainqueur    |              |  |                 |                  |        |           |        |
|  |                  |                    |                  |                      | Team Lotus     | Johnny Herbert       | vainqueur    |              |  |                 |                  |        |           |        |
|  |                  |                    | Minardi          | Alessandro Zanardi   | éliminé        |                      |              |              |  |                 |                  |        |           |        |
|  |                  |                    |                  | Alessandro Zanardi   | éliminé        |                      |              |              |  |                 |                  |        |           |        |
|  |                  |                    |                  |                      |                |                      |              |              |  |                 |                  |        |           |        |
|  |                  |                    |                  |                      |                |                      |              |              |  |                 |                  |        |           |        |